# Fuir
Fuir est un roman de Jean-Philippe Toussaint publié le 16 septembre 2005 aux éditions de Minuit et ayant reçu la même année le prix Médicis.

## Historique
Fuir est le second volet du « Cycle de Marie », intitulé Marie Madeleine Marguerite de Montalte,, de quatre volets : Faire l'amour, en 2002 ; Fuir en 2005 ; La Vérité sur Marie en 2009 ; et Nue, en 2013.

## Éditions
- Les Éditions de Minuit, 2005  (ISBN 2707319279).
- Les Éditions de Minuit, collection « Double » no 62, 2009,  (ISBN 9782707320957).
- M.M.M.M., « Cycle de Marie » complet, Les Éditions de Minuit, 2017  (ISBN 9782707343888).